# Damir Dantes
Damir Dantes (* 1972 in Bosnien, Jugoslawien) ist ein italienischer Pantomime und Tänzer.

## Leben
Mit 8 Jahren stand der junge Tänzer zum ersten Mal im Stadttheater Bijeljina auf der Bühne. Es folgten fast 10 Jahre Ausbildung in Tanz (Jazz, Ballett, Folklore, und Breakdance) – Bemühungen, die mit dem 1. Platz als Solist bei der nationalen Breakdance-Meisterschaft belohnt wurden.
Er begann ein Hochschulstudium mit Hauptfach Sport, welches er jedoch 1992 beendete, um nicht in einen Krieg verwickelt zu werden, den er aus pazifistischen Gründen ablehnte. Er verließ sein Heimatland und ging nach Paris.
Von 1992 bis 2004 absolvierte er eine Pantomime-Ausbildungen bei Marcel Marceau, dem Theatre du Mouvement, Yass Hakosim, Peter Makal und nahm an verschiedenen Produktionen als Hauptdarsteller am Internationalen Pantomimen-Theater Makal City Theater in Stuttgart in den Aufführungen von Der Zauberlehrling, Der Karneval der Tiere, Im Zauber der Lotusblüte, Scheherezade aus 1001 Nacht teil. Außerdem permanente Mitwirkung bei verschiedenen Produktionen an der Theaterwerkstatt Heidelberg: Auge um Auge – Gewaltprävention, Der Berg, Café olé, Zeit zum Leben, Das kalte Herz nach Wilhelm Hauff, schließlich Arbeiten zu Sucht und Suchtprävention. Dazu machte er eine Ausbildung zum Theaterpädagogen und den Abschluss beim Bundesverband für Theaterpädagogik.
Anerkennung als Künstler erfuhr Damir Dantes jedoch erst Anfang des neuen 21. Jahrhunderts, als er eigene Choreografien aufführte, welche zwar klassische Elemente der Pantomime beibehielten, jedoch Musik und Tanz eine weitaus größere Rolle einräumten als es in der Pantomime gemeinhin üblich war. Zudem verarbeitete er vermehrt abstrakte Themen pantomimisch, wie zum Beispiel die Passion Christi, uraufgeführt im Kölner Dom, Die Verwandlung von Franz Kafka oder spirituelle Motive wie z. B. in Die Planeten und Reincarnation.
Damir Dantes führt die Tradition der Leichtigkeit in der Bewegung von Étienne Decroux und Marceau weiter, verziert sie durch Elemente aus klassischem und modernen Tanz und beeinflusst sowohl zeitgenössische Pantomimen als auch Comedy-Pantomimen in ihrer Art der Interpretation. Er doziert regelmäßig in seinem Pantomime-Atelier in Zürich und an der Universität Heidelberg sowie als Gastsprecher an Theatern, Schulen und Kindergärten, hauptsächlich in der Schweiz.

## Auszeichnungen
- 1991 Bosnischer Breakdance-Meister
- 2009 erster Preis am Belgrader 34. Internationalen Festival für Monodrama und Pantomime für die Produktion Gedenktag für morgen in Zusammenarbeit mit dem Theater Kabare, Tuzla, Bosnien[1]
- 2009 erster Preis am 12. „Teatarfest“ Sarajevo für die Produktion Frauen sind anders, Männer auch[2]

## Aufführungen
- 1997: Der Zauberlehrling
- 1996: Der Karneval der Tiere
- 1998: Im Zauber der Lotusblüte
- 1995: Scheherezade
- 1995: 1001 Nacht
- 2000: Das kalte Herz
- 2004: Die Bremer Stadtmusikanten
- 2003: Die Planeten
- 2004: Die Verwandlung
- 2001: Die Passion Christi
- 2005: Frauen sind anders, Männer auch (auch verfilmt)
- 2004: Wie das Leben so spielt (auch verfilmt)
- 2009: Ene mene Müll

## Choreografien
- Die Passion Christi (Mimodrama). Idee, Regie, Choreografie: Peter Makal
- Die Bremer Stadtmusikanten